# Phylo norvegicus
Phylo norvegicus é uma espécie de anelídeo pertencente à família Orbiniidae.
A autoridade científica da espécie é M. Sars in G.O. Sars, tendo sido descrita no ano de 1872.
Trata-se de uma espécie presente no território português, incluindo a sua zona económica exclusiva.